# Jérôme Romain
Jérôme Romain, född 12 juni 1971 i Saint-Martin, är en dominikisk friidrottare som tävlade för Dominica i tresteg fram till år 1999.
Romains främsta merit är hans bronsmedalj vid VM 1995 i Göteborg. Han var med vid ytterligare tre VM-finaler och slutade sexa 1997, sjua 1999 och elva 1991. 

## Personliga rekord
- Tresteg - 17,48 meter från 1995